# Spean Bridge
Spean Bridge (Schots-Gaelisch: Drochaid Aonachain) is een dorp in de buurt van Achnacarry in de Schotse lieutenancy Inverness in het raadsgebied Highland. Nabij Spean Bridge is een Memorial voor militaire commando's die in dit gebied waren gelegerd.
Het spoorwegstation Spean Bridge ligt aan de West Highland Line.

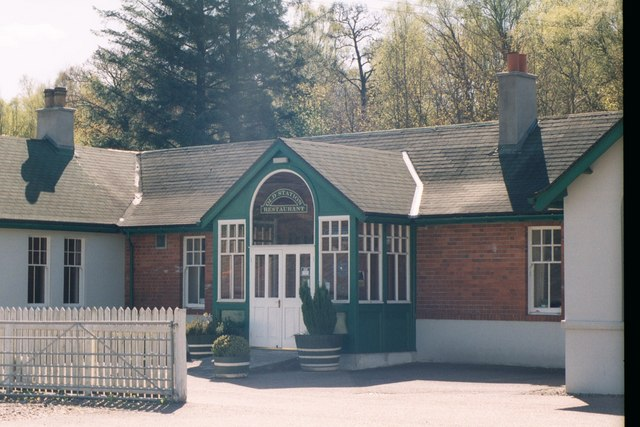
Station Spean Bridge